# آغ‌مزار کرد
آغمزار کرد، روستایی است از توابع بخش مرکزی شهرستان چایپاره در استان آذربایجان غربی ایران.

## جمعیت
این روستا در دهستان بسطام قرار داشته و بر اساس سرشماری سال ۱۳۸۵ جمعیت آن ۱۳۴نفر (۲۵ خانوار) 
بوده است.